# Júnior Alonso
Júnior Osmar Ignacio Alonso Mujica (* 9. Februar 1993 in Asunción) ist ein paraguayischer Fußballspieler.

## Karriere

### Verein
Júnior Alonso spielte bis 2017 bei seinem Jugendverein Club Cerro Porteño. Anschließend wechselte er nach Europa zu OSC Lille, wo er am 18. Februar 2017 im Spiel gegen SM Caen debütierte. Im Sommer 2018 wurde er für ein Jahr nach Celta Vigo ausgeliehen. Dort leistete er sein Debüt am 18. August 2018 gegen Espanyol Barcelona. 2019 kehrte Alonso nach Südamerika zurück, wo er an en argentinischen Klub Boca Juniors ausgeliehen wurde.
2020 wechselte Alonso fest nach Brasilien zu Atlético Mineiro. Mit dem Klub konnte er im Dezember 2021 die Série A gewinnen. Auch wurde er in die Auswahlmannschaft des Jahres gewählt. Im selben Monat noch schloss sich der Erfolg im  Copa do Brasil 2021 an. 2022 war Alonso kurzzeitig beim russischen Verein FK Krasnodar bis März 2022 tätig. 
Infolge des russischen Überfalles auf die Ukraine 2022 verließ Alonso Russland.

### Nationalmannschaft
Für die A-Nationalmannschaft Paraguays absolvierte Alonso sein Debüt am 11. Oktober 2013 gegen Venezuela.

## Erfolge
Atlético Mineiro
- Staatsmeisterschaft von Minas Gerais: 2020, 2021, 2022, 2025
- Brasilianischer Meister: 2021
- Copa do Brasil: 2021

## Auszeichnungen
- Bola de Prata – Mannschaft der Saison: 2020[5], 2021[6]
- Prêmio Craque do Brasileirão – Mannschaft der Saison: 2021[7]